# Sesgo

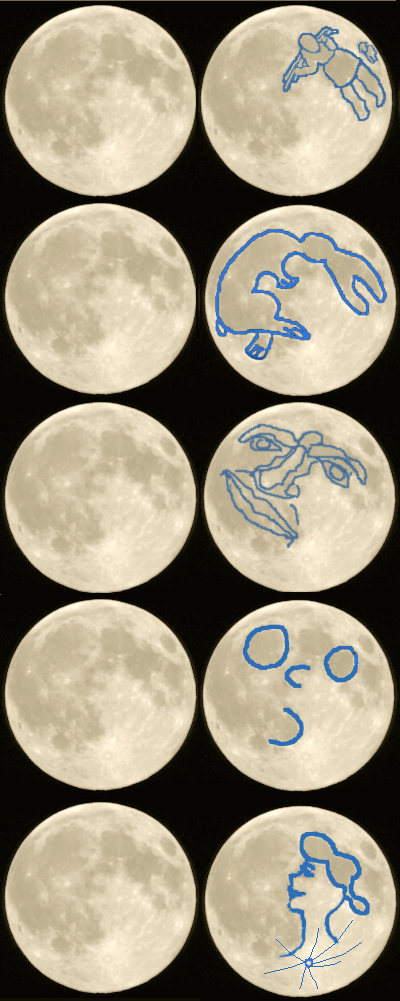
Interpretaciones de los patrones aleatorios de cráteres en la luna. La pareidolia es un ejemplo común de un sesgo perceptivo.

El sesgo es un peso desproporcionado a favor o en contra de una cosa, persona o grupo en comparación con otra, generalmente de una manera que se considera injusta. 
Los sesgos se pueden aprender observando contextos culturales. Las personas pueden desarrollar sesgos hacia o en contra de un individuo, un grupo étnico, una identidad sexual o de género, una nación, una religión, una clase social, un partido político, paradigmas e ideologías teóricas dentro de los dominios académicos o una especie. Sesgo significa unilateral, carece de un punto de vista neutral o no tiene una mente abierta. El sesgo puede venir en muchas formas y está relacionado con el prejuicio y la intuición.
En ciencia e ingeniería, un sesgo es un error sistemático. El sesgo estadístico resulta de un muestreo injusto de una población, o de un proceso de estimación que no da resultados precisos en promedio.

## Etimología
La palabra probablemente deriva del antiguo provenzal al antiguo francés biais, "de costado, con desprecio, contra el grano". De donde viene el biais francés, "una inclinación, una pendiente, una oblicua".
Parece haber entrado en inglés a través del juego de los tazones, donde se refería a bolas hechas con un peso mayor en un lado. Lo que se expandió al uso figurativo, "una tendencia unilateral de la mente" y, al principio, especialmente en la ley, "propensión o prejuicio indebido".

## Tipos de sesgo

### Sesgos cognitivos
Un sesgo cognitivo es un error repetitivo o básico en pensar, evaluar, recordar u otros procesos cognitivos. Es decir, un patrón de desviación de los estándares en el juicio, por el cual las inferencias se pueden crear sin razón. Las personas crean su propia "realidad social subjetiva" a partir de sus propias percepciones, su visión del mundo puede dictar su comportamiento. Por tanto, los sesgos cognitivos a veces pueden conducir a una distorsión perceptiva, juicio impreciso, interpretación ilógica o lo que en general se llama irracionalidad. Sin embargo, algunos sesgos cognitivos se consideran adaptativos y, por lo tanto, pueden conducir al éxito en la situación apropiada. Además, los sesgos cognitivos pueden permitir elecciones más rápidas cuando la velocidad es más valiosa que la precisión. Otros sesgos cognitivos son un "subproducto" de las limitaciones del procesamiento humano, que se producen debido a la ausencia de mecanismos mentales apropiados, o simplemente de las limitaciones humanas en el procesamiento de la información.

#### Anclaje
El anclaje es una heurística psicológica que describe la propensión a confiar en la primera información que se encuentra al tomar decisiones. De acuerdo con esta heurística, los individuos comienzan con un punto de referencia sugerido implícitamente (el "ancla") y hacen ajustes para alcanzar su estimación. Por ejemplo, el precio inicial ofrecido por un automóvil usado establece el estándar para el resto de las negociaciones, por lo que los precios más bajos que el precio inicial parecen más razonables incluso si aún son más altos de lo que vale el automóvil.

#### Apofenia
La apofenia, también conocida como patronicidad, o agenticidad, es la tendencia humana a percibir patrones significativos dentro de datos aleatorios. La apofenia está bien documentada como una racionalización para el juego. Los jugadores pueden imaginar que ven patrones en los números que aparecen en loterías, juegos de cartas o ruedas de ruleta. Una manifestación de esto se conoce como la "falacia del jugador". 
Pareidolia es la forma visual o auditiva de la apofenia. Se ha sugerido que la pareidolia combinada con la hierofanía puede haber ayudado a las sociedades antiguas a organizar el caos y hacer que el mundo sea inteligible.

#### Sesgo de atribución
Un sesgo de atribución puede ocurrir cuando los individuos evalúan o intentan descubrir explicaciones detrás de sus propias conductas y las de los demás. Las personas hacen atribuciones sobre las causas de su comportamiento y el de los demás; pero estas atribuciones no necesariamente reflejan precisamente la realidad. En lugar de operar como perceptores objetivos, los individuos se inclinan a los resbalones perceptivos que incitan entendimientos sesgados de su mundo social. Cuando juzgamos a otros, tendemos a asumir que sus acciones son el resultado de factores internos como la personalidad, mientras que tendemos a asumir que nuestras propias acciones surgen debido a la necesidad de circunstancias externas. Existe una amplia gama de tipos de sesgos de atribución, como el error de atribución final, el error de atribución fundamental, el sesgo de actor-observador y el sesgo de autoservicio. 

#### Sesgo de confirmación
El sesgo de confirmación es la tendencia a buscar, interpretar, favorecer y recuperar información de una manera que confirma las creencias o hipótesis de una persona, al tiempo que presta una atención desproporcionadamente menor a la información que la contradice. El efecto es más fuerte para los problemas con carga emocional y para las creencias profundamente arraigadas. Las personas también tienden a interpretar la evidencia ambigua como un apoyo a su posición existente. Se invocó la búsqueda sesgada, la interpretación y la memoria para explicar la polarización de la actitud (cuando un desacuerdo se vuelve más extremo a pesar de que las diferentes partes están expuestas a la misma evidencia), la perseverancia de la creencia (cuando las creencias persisten después de que la evidencia se demuestra que es falsa), el efecto de la primacía irracional (una mayor confianza en la información encontrada al principio de una serie) y la correlación ilusoria (cuando las personas perciben falsamente una asociación entre dos eventos o situaciones). Los sesgos de confirmación contribuyen al exceso de confianza en las creencias personales y pueden mantener o fortalecer las creencias frente a la evidencia contraria. Se han encontrado malas decisiones debido a estos sesgos en contextos políticos y organizativos.

#### Enmarcado
El encuadre implica la construcción social de fenómenos sociales por parte de los medios de comunicación, los movimientos políticos o sociales, los líderes políticos, etc. Es una influencia sobre cómo las personas se organizan, perciben y se comunican sobre la realidad. Puede ser positivo o negativo, dependiendo de la audiencia y del tipo de información que se presenta. Para fines políticos, el marco a menudo presenta los hechos de tal manera que implica un problema que necesita una solución. Los miembros de los partidos políticos intentan enmarcar los problemas de una manera que hace que una solución que favorezca su propia inclinación política aparezca como el curso de acción más apropiado para la situación actual. Como se entiende en la teoría social, el encuadre es un esquema de interpretación, una colección de anécdotas y estereotipos, en los que los individuos confían para comprender y responder a los eventos. Las personas usan los filtros para dar sentido al mundo, las elecciones que luego toman son influenciadas por su creación de un marco. 
El sesgo cultural es el fenómeno relacionado de interpretar y juzgar fenómenos según estándares inherentes a la propia cultura. Existen numerosos sesgos de este tipo, relacionados con las normas culturales para el color, la ubicación de las partes del cuerpo, la selección de pareja, los conceptos de justicia, la validez lingüística y lógica, la aceptabilidad de las pruebas y los tabúes. Las personas comunes tienden a imaginar que otras personas son básicamente lo mismo, no significativamente más o menos valiosas, probablemente vinculadas emocionalmente a diferentes grupos y diferentes tierras. 

#### Efecto halo y efecto cuerno
El efecto halo y el efecto cuerno se producen cuando la impresión general de un observador de una persona, organización, marca o producto influye en sus sentimientos acerca de los aspectos específicos del carácter o las propiedades de esa entidad.
El nombre efecto halo se basa en el concepto de halo del santo y es un tipo específico de sesgo de confirmación, en el que los sentimientos positivos en un área hacen que las características cuestionables o desconocidas se vean de manera positiva. Si al observador le gusta un aspecto de algo, tendrá una predisposición positiva a todo lo relacionado con él. Se ha encontrado que la apariencia de una persona produce un efecto de halo. El efecto halo también está presente en el campo del marketing de marca, lo que afecta la percepción de las empresas y las organizaciones no gubernamentales (ONG).
Lo opuesto al halo es el efecto cuerno, cuando "los individuos creen (que los rasgos negativos) están interconectados". El término efecto cuerno se refiere a mano cornuta. Funciona en una dirección negativa: si al observador no le gusta un aspecto de algo, tendrá una predisposición negativa hacia otros aspectos.
Ambos de estos efectos de sesgo a menudo chocan con frases como "las palabras significan algo" y "Tus palabras tienen un historial".

#### Sesgo de autoservicio
El sesgo egoísta es la tendencia a que los procesos cognitivos o perceptivos se vean distorsionados por la necesidad del individuo de mantener y mejorar la autoestima. Es la propensión a acreditar el logro de nuestras propias capacidades y esfuerzos, y aun así atribuir el fracaso a factores externos, por otro lado para descartar la legitimidad de la crítica negativa, concentrarse en cualidades y logros positivos y, sin embargo, ignorar todas las posibles fallas. Los estudios han demostrado que este sesgo puede afectar el comportamiento en el lugar de trabajo, en las relaciones interpersonales, en la práctica de deportes, y en las decisiones de los consumidores.

#### Sesgo de statu quo
El sesgo del statu quo es un sesgo emocional; una preferencia por el estado actual de las cosas. La línea de base actual (o statu quo) se toma como un punto de referencia, y cualquier cambio a partir de esa línea de base se percibe como una pérdida. El sesgo de statu quo debe distinguirse de una preferencia racional por el statu quo, como cuando el estado actual de las cosas es objetivamente superior a las alternativas disponibles, o cuando la información imperfecta es un problema importante. Sin embargo, una gran cantidad de evidencia muestra que el sesgo de statu quo afecta con frecuencia a la toma de decisiones humana.

### Conflictos de interés
Un conflicto de intereses es cuando una persona o asociación tiene intereses que se cruzan (financieros, personales, etc.) que podrían corromper. El conflicto potencial es autónomo de acciones impropias reales, se puede encontrar y desactivar intencionalmente antes de que ocurra la corrupción, o la aparición de la corrupción. "Un conflicto de intereses es un conjunto de circunstancias que crean el riesgo de que el juicio o las acciones profesionales con respecto a un interés primario se vean influenciados indebidamente por un interés secundario". Existe si se acepta sensatamente que las circunstancias presentan un riesgo de que las elecciones hechas puedan verse indebidamente afectadas por intereses auxiliares.

#### Soborno
El soborno es la entrega de dinero, bienes u otras formas de recompensa para influir en el comportamiento del receptor. Los sobornos pueden incluir dinero (incluidos consejos ), bienes, derechos en acción, propiedad, privilegio, emolumento, regalos, beneficios extraídos, devoluciones de favores, descuentos, ofertas de cariño, sobornos, financiamiento, donaciones, contribuciones de campaña, patrocinios, opciones de acciones, secreto comisiones, o promociones. Las expectativas de cuándo es apropiada una transacción monetaria pueden diferir de un lugar a otro. Las contribuciones de campaña política en efectivo se consideran actos criminales de soborno en algunos países, mientras que en los Estados Unidos son legales siempre que cumplan con la ley electoral. La propina, se considera soborno en algunas sociedades, pero no en otras. 

#### Favoritismo
El favoritismo, a veces conocido como favoritismo dentro del grupo, o sesgo dentro del grupo, se refiere a un patrón de favorecer a los miembros de uno dentro del grupo sobre los miembros fuera del grupo. Esto se puede expresar en la evaluación de otros, en la asignación de recursos y en muchas otras formas. Esto ha sido investigado por psicólogos, especialmente psicólogos sociales, y vinculado a conflictos y prejuicios grupales. El amiguismo es el favoritismo de los amigos de larga data, especialmente al designarlos a puestos de autoridad, independientemente de sus calificaciones. El nepotismo es favoritismo otorgado a los familiares.

#### Cabildeo

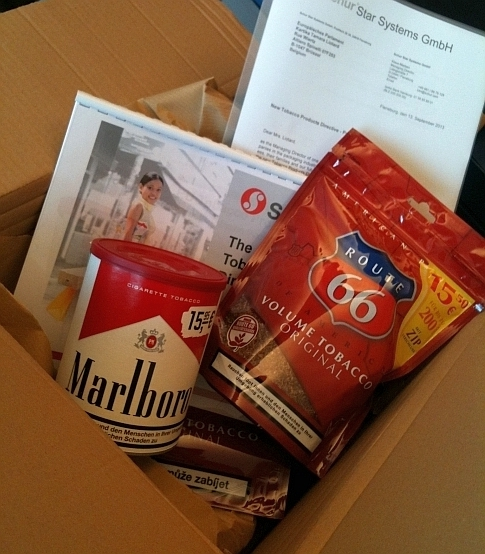
Caja ofrecida por cabilderos del tabaco al miembro holandés del Parlamento Europeo Kartika Liotard en septiembre de 2013.

El cabildeo es el intento de influir en las decisiones tomadas por los administradores, con frecuencia los legisladores o individuos de las agencias administrativas. Los lobbistas pueden estar entre los constituyentes de un legislador, o no; pueden participar en cabildeo como un negocio, o no. Con frecuencia se habla de cabildeo con desprecio, la implicación es que las personas con un poder socioeconómico excesivo están corrompiendo la ley para servir a sus propios intereses. Cuando las personas que tienen el deber de actuar en nombre de otros, como los funcionarios electos con el deber de servir los intereses de sus electores o, en general, el bien común, se beneficien al conformar la ley para servir los intereses de algunos partidos privados, existe un conflicto de intereses. Esto puede llevar a todos los lados en un debate que busca influir en el tema por medio de grupos de presión.

#### Asuntos reglamentarios
La autorregulación es el proceso mediante el cual una organización controla su propio cumplimiento de las normas legales, éticas o de seguridad, en lugar de tener una agencia externa e independiente, como una entidad externa que supervise y haga cumplir esas normas. La autorregulación de cualquier grupo puede crear un conflicto de intereses. Si a una organización, como una corporación o burocracia gubernamental, se le pide que elimine el comportamiento no ético dentro de su propio grupo, puede ser de su interés en el corto plazo eliminar la apariencia de comportamiento no ético, en lugar del comportamiento en sí mismo. 
La captura reglamentaria es una forma de corrupción política que puede ocurrir cuando una agencia reguladora, creada para actuar en beneficio del público, en cambio promueve las preocupaciones comerciales o políticas de los grupos de intereses especiales que dominan la industria o el sector que se encarga de regular. La captura reglamentaria se produce porque se puede esperar que los grupos o individuos con un gran interés en el resultado de las políticas o decisiones regulatorias centren sus recursos y energías en intentar obtener los resultados de políticas que prefieren, mientras que los miembros del público, cada uno con solo una pequeña participación individual en el resultado, lo ignorará por completo. La captura reglamentaria es un riesgo al que una agencia reguladora está expuesta por su propia naturaleza.

#### Shilling
Shilling está deliberadamente dando a los espectadores la sensación de que uno es un cliente enérgico y autónomo de un proveedor para el que está trabajando. La efectividad de Shilling se basa en la psicología de la multitud para alentar a otros espectadores o miembros de la audiencia a comprar los bienes o servicios (o aceptar las ideas que se comercializan). El Shilling es ilegal en algunos lugares, pero legal en otros. Un ejemplo de Shilling son las revisiones pagadas que dan la impresión de ser opiniones autónomas.

### Sesgo estadístico
El sesgo estadístico es una tendencia sistemática en el proceso de recopilación de datos, lo que da como resultado resultados erróneos y engañosos. Esto puede ocurrir de varias maneras, en la forma en que se selecciona la muestra o en la forma en que se recopilan los datos. Es una propiedad de una técnica estadística o de sus resultados, por lo que el valor esperado de los resultados difiere de la estimación del verdadero parámetro cuantitativo subyacente. 

#### Sesgo de pronóstico
Un sesgo de pronóstico es cuando hay diferencias consistentes entre los resultados y los pronósticos de esas cantidades; es decir: los pronósticos pueden tener una tendencia general a ser demasiado altos o demasiado bajos. 

#### Efecto observador-expectativa
El efecto de la expectativa del observador es cuando las expectativas de un investigador hacen que influyan subconscientemente en las personas que participan en un experimento. Por lo general, se controla mediante un sistema de doble ciego y fue una razón importante para el desarrollo de experimentos de doble ciego. 

#### Informes de sesgo y sesgo de deseabilidad social
En epidemiología e investigación empírica, el sesgo de informe se define como "revelación selectiva o supresión de información" de comportamiento no deseado por parte de sujetos o investigadores. Se refiere a una tendencia a sub-informar resultados experimentales inesperados o indeseables, mientras confía más en los resultados esperados o deseables. Esto puede propagarse, ya que cada instancia refuerza el statu quo, y los experimentadores posteriores justifican su propio sesgo de informe al observar que los experimentadores anteriores informaron resultados diferentes. 
El sesgo de la deseabilidad social es un sesgo dentro de la investigación en ciencias sociales, donde los encuestados pueden responder a las preguntas de una manera que otros verán positivamente. Puede tomar la forma de sobreestimar el comportamiento loable, o sub-informar el comportamiento indeseable. Este sesgo interfiere con la interpretación de las tendencias promedio así como con las diferencias individuales. La inclinación representa un problema importante con los cuestionarios de autoinforme ; de especial preocupación son los autoinformes de habilidades, personalidades, comportamiento sexual y uso de drogas.

#### Sesgo de selección

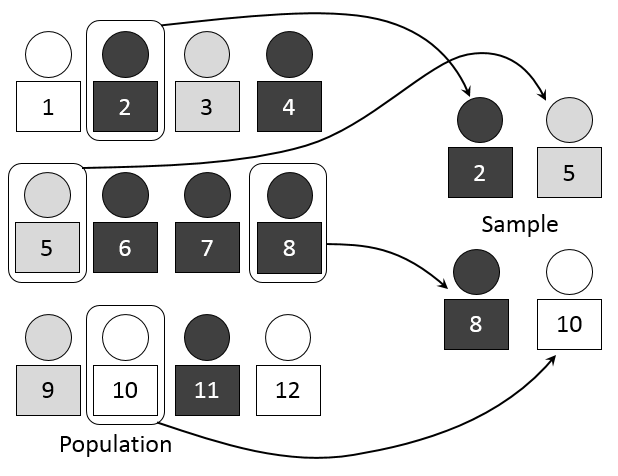
Se supone que el muestreo debe recolectar una muestra representativa de una población.

El sesgo de selección es el sesgo, consciente o inconsciente, introducido en un estudio por la forma en que los individuos, los grupos o los datos se seleccionan para el análisis, si de esa manera se logra que no se logre una verdadera aleatorización, lo que garantiza que la muestra obtenida no sea representativa de la Población destinada a ser analizada. Lo que da como resultado una muestra que puede ser significativamente diferente de la población en general. 

### Prejuicios
El sesgo y el prejuicio generalmente se consideran estrechamente relacionados. Prejuicio es prejuicio, o formar una opinión antes de tomar conciencia de los hechos relevantes de un caso. La palabra a menudo se usa para referirse a juicios preconcebidos, generalmente desfavorables, hacia personas o personas debido a su género, opinión política, clase social, edad, discapacidad, religión, sexualidad, raza/etnia, idioma, nacionalidad u otras características personales. El prejuicio también puede referirse a creencias infundadas y puede incluir "cualquier actitud irrazonable que sea inusualmente resistente a la influencia racional".

#### Clasismo
El clasismo es la discriminación basada en la clase social. Incluye actitudes que benefician a la clase alta a expensas de la clase baja o viceversa.

#### Lookismo
El término lookismo (del inglés "lookism") engloba todos aquellos estereotipos, prejuicios y discriminación basados en el atractivo físico, o más generalmente a personas cuya apariencia coincide con las preferencias culturales. Muchas personas hacen juicios automáticos de los demás en función de su apariencia física que influyen en la forma en que responden a esas personas.

#### Racismo
El racismo consiste en ideologías basadas en el deseo de dominar o la creencia en la inferioridad de otra raza. También puede ser que los miembros de diferentes razas deben ser tratados de manera diferente.

#### Sexismo
El sexismo es la discriminación basada en el sexo o el género de una persona. El sexismo puede afectar a cualquier género, pero está particularmente documentado que afecta a mujeres y niñas. Se ha relacionado con los estereotipos y los roles de género y puede incluir la creencia de que un sexo o género es intrínsecamente superior a otro.

### Sesgos contextuales

#### Sesgo académico
El sesgo académico es el sesgo o sesgo percibido de los académicos que permite que sus creencias den forma a su investigación y a la comunidad científica. Los reclamos de sesgo a menudo están vinculados a los reclamos de los conservadores de sesgo generalizado contra los conservadores políticos y los cristianos religiosos. Algunos han argumentado que estas afirmaciones se basan en evidencia anecdótica que no indicaría de manera confiable un sesgo sistemático, y han sugerido que esta división se debe a la autoselección de los conservadores que eligen no seguir una carrera académica. Existe cierta evidencia de que la percepción del sesgo en el aula puede estar arraigada en temas de sexualidad, raza, clase y sexo tanto o más que en la religión.

#### Sesgo del experimentador
En la investigación científica, el sesgo del experimentador se produce cuando las expectativas del experimentador con respecto a los resultados del estudio influyen en el resultado de la investigación. Los ejemplos de sesgo del experimentador incluyen influencias conscientes o inconscientes sobre el comportamiento del sujeto, incluida la creación de características de demanda que influyen en los sujetos, y el registro alterado o selectivo de los resultados experimentales en sí mismos.

#### Sesgo de financiación
El sesgo de financiamiento se refiere a la tendencia de un estudio científico a apoyar los intereses del patrocinador financiero del estudio. Este fenómeno es suficientemente reconocido como para que los investigadores realicen estudios para examinar el sesgo en estudios publicados en el pasado. Puede ser causado por cualquiera o todos: un sentido consciente o subconsciente de la obligación de los investigadores hacia sus empleadores, mala conducta o mala praxis, sesgo de publicación, o informes sesgo

#### Texto completo en sesgo neto
El texto completo en la red (o FUTON) es una tendencia de los académicos a citar revistas académicas con acceso abierto, es decir, revistas que hacen que su texto completo esté disponible en Internet sin cargo, en su propia redacción en comparación con las publicaciones de acceso con cargo. Los académicos pueden descubrir y acceder más fácilmente a los artículos que tienen su texto completo en Internet, lo que aumenta la probabilidad de los autores de leer, citar y citar estos artículos, lo que puede aumentar el factor de impacto de las revistas de acceso abierto en relación con las revistas sin acceso abierto.
El sesgo relacionado, sin sesgo abstracto disponible (sesgo NAA) es la tendencia de los académicos a citar artículos de revistas que tienen un resumen disponible en línea más fácilmente que los artículos que no lo tienen.

#### El sesgo de publicación
El sesgo de publicación es un tipo de sesgo con respecto a qué investigación académica es probable que se publique debido a una tendencia de los investigadores y editores de revistas a preferir algunos resultados en lugar de otros; por ejemplo, los resultados muestran un hallazgo significativo, conduce a un sesgo problemático en el literatura publicada. Esto puede propagarse aún más, ya que las revisiones de la literatura de las afirmaciones sobre el apoyo a una hipótesis serán sesgadas si la literatura original está contaminada por el sesgo de publicación. Los estudios con resultados significativos a menudo no parecen ser superiores a los estudios con un resultado nulo con respecto a la calidad del diseño. Sin embargo, los resultados estadísticamente significativos han demostrado ser tres veces más propensos a publicarse en comparación con los artículos con resultados nulos.

### Sesgos en la aplicación de la ley

#### Conduciendo mientras que negro
Conducir mientras que negro se refiere al perfil racial de los conductores afroamericanos. La frase implica que un conductor negro podría ser detenido por un oficial de policía, interrogado y registrado, debido a un sesgo racial.

#### Perfil racial
El perfil racial, o perfil étnico, es el acto de sospechar o apuntar a una persona de cierta raza sobre la base de las características o el comportamiento observados racialmente, en lugar de la sospecha individual. El perfil racial se refiere comúnmente a su uso por parte de las autoridades policiales y su discriminación a las minorías. 

#### Culpar a la víctima
El culpar a las víctimas ocurre cuando la víctima de un hecho ilícito es culpable por el daño que les sucedió. El estudio de la victimología busca mitigar la percepción de las víctimas como responsables.

### Sesgos en los medios
El sesgo de los medios es el sesgo o sesgo percibido de los periodistas y productores de noticias dentro de los medios de comunicación en la selección de eventos, las historias que se informan y cómo se cubren. El término generalmente implica un sesgo generalizado o generalizado que viola los estándares del periodismo, en lugar de la perspectiva de un periodista o artículo individual. Se debate el nivel de sesgo de los medios en diferentes naciones. También hay grupos de vigilancia que informan sobre el sesgo de los medios. 
Las limitaciones prácticas a la neutralidad de los medios incluyen la incapacidad de los periodistas para informar todas las historias y hechos disponibles, el requisito de que los hechos seleccionados se vinculen en una narrativa coherente, la influencia del gobierno, incluida la censura abierta y encubierta, la influencia de los propietarios de la fuente de noticias, la concentración de la propiedad de los medios de comunicación, la selección de personal, las preferencias de un público objetivo y la presión de los anunciantes. 
El sesgo ha sido una característica de los medios de comunicación desde su nacimiento con la invención de la imprenta. El costo de los primeros equipos de impresión restringió la producción de medios a un número limitado de personas. Los historiadores han descubierto que los editores a menudo servían los intereses de grupos sociales poderosos.

#### Configuración de la agenda
La configuración de la agenda describe la capacidad de los medios para enfocarse en historias particulares, si una noticia se cubre con frecuencia y de manera prominente, la audiencia considerará el tema como más importante. Es decir, su prominencia aumentará.
Básicamente, el público toma nota de las pistas más relevantes que brindan los medios de comunicación para decidir cuáles son los temas más importantes. Como resultado, la agenda de los medios de información, también conocida como agenda mediática, se transforma en la agenda pública y, en última instancia, en la opinión pública. 

#### Mantenimiento de la puerta
El control de acceso es la forma en que la información y las noticias se filtran al público, por cada persona o corporación en el camino. Es el "proceso de selección y elaboración de innumerables fragmentos de información sobre la cantidad limitada de mensajes que llegan a las personas todos los días, y es el centro del papel de los medios en la vida pública moderna. [...] Este proceso determina no solo qué información se selecciona, sino también cuál será el contenido y la naturaleza de los mensajes, como las noticias. "

#### Sensacionalismo
El sensacionalismo es cuando los eventos y temas en las noticias y piezas se sobrepasan para presentar impresiones sesgadas de los eventos, lo que puede causar una tergiversación de la verdad de una historia. El sensacionalismo puede implicar informar sobre asuntos y eventos insignificantes, o la presentación de temas de interés periodístico de una manera trivial o sensacionalista, en contra de los estándares del periodismo profesional.
Es habitual el uso de elementos que llamen la atención, como titulares grandes y fotografías impactantes, así como el uso de palabras sencillas, pero potentes. El principal objetivo de esa descripción exagerada y distorsionada de los hechos es generar un impacto emocional en la audiencia. 

### Otros contextos

#### Sesgo educativo
El sesgo en la educación se refiere al sesgo real o percibido en el sistema educativo. El contenido de los libros de texto de la escuela es a menudo el tema del debate, ya que su público objetivo son los jóvenes, y el término "blanqueo de información" se usa para referirse a la eliminación selectiva de pruebas o comentarios críticos o perjudiciales. El sesgo religioso en los libros de texto se observa en países donde la religión desempeña un papel dominante. Puede haber muchas formas de sesgo educativo. Algunos aspectos pasados por alto, que ocurren especialmente en los círculos pedagógicos de las escuelas públicas y privadas, fuentes que no están relacionadas con el empobrecimiento fiduciario o mercantil que puede ser excesivamente magnificado, incluyen el sesgo de los docentes, así como un sesgo general contra las mujeres que participan en la investigación STEM.

#### Sesgo inductivo
El sesgo inductivo ocurre dentro del campo del aprendizaje automático. En el aprendizaje automático, se busca desarrollar algoritmos que puedan aprender a anticipar un resultado particular. Para lograr esto, el algoritmo de aprendizaje recibe casos de capacitación que muestran la conexión esperada. Entonces el alumno es probado con nuevos ejemplos. Sin más suposiciones, este problema no se puede resolver exactamente ya que es posible que las situaciones desconocidas no sean predecibles. El sesgo inductivo del algoritmo de aprendizaje es el conjunto de suposiciones que el alumno utiliza para predecir salidas dadas las entradas que no ha encontrado. Puede desviar al alumno hacia la solución correcta, la incorrecta, o puede ser correcto en algún momento. Un ejemplo clásico de un sesgo inductivo es la navaja de Occam, que asume que la hipótesis consistente más simple es la mejor. 

#### Tráfico de información privilegiada
El uso de información privilegiada es el intercambio de acciones u otras acciones de una compañía pública (como bonos u opciones de acciones ) por parte de individuos con acceso a información no pública sobre la compañía. En varios países, el comercio basado en información privilegiada es ilegal porque se considera injusto para otros inversionistas que no tienen acceso a la información, ya que el inversionista con información privilegiada podría potencialmente obtener beneficios mucho más grandes que un inversionista típico no podría obtener. 

#### Arreglo de partidos
En los deportes organizados, el arreglo de partidos ocurre cuando un partido se juega con un resultado predeterminado total o parcial, lo que viola las reglas del juego y con frecuencia la ley. Hay una variedad de razones para esto, pero la más común es a cambio de una recompensa de los jugadores. Los jugadores también pueden intencionalmente tener un rendimiento pobre para obtener una ventaja en el futuro (como una mejor selección de draft, o un oponente más fácil en un playoff ), o manipular un sistema de handicap. El arreglo de partidos generalmente se refiere a arreglar el resultado final del juego. Otra forma de arreglo de partidos, conocida como arreglo de puntos, consiste en arreglar pequeños eventos dentro de un partido en los que se puede apostar, pero que probablemente no serán decisivos para determinar el resultado final del juego.